# Análise preditiva
Análise preditiva é um ramo da análise avançada que faz previsões sobre resultados futuros usando dados históricos combinados com modelagem estatística, técnicas de mineração de dados e aprendizado de máquina. As empresas usam a análise preditiva para encontrar padrões nesses dados para identificar riscos e oportunidades. É frequentemente associada aos grandes dados e à ciência de dados.

## Aplicações
Alguns dos modelos de análise preditiva mais populares são:
- Modelos de classificação: categorizam os dados com base em dados históricos, descrevendo as relações dentro de um conjunto de dados. Por exemplo, esse modelo pode ser usado para classificar clientes ou prospecção em grupos para fins de segmentação.
- Modelos de agrupamento: agrupam os dados com base em atributos semelhantes. Por exemplo, um site de comércio eletrônico pode usar o modelo para separar os clientes em grupos semelhantes com base em recursos comuns e desenvolver estratégias de marketing para cada grupo.
- Modelos de séries temporais: usam vários dados de entrada em uma frequência específica de tempo, como diária, semanal, mensal etc. É comum plotar a variável dependente ao longo do tempo para avaliar os dados quanto à sazonalidade, tendências e comportamento cíclico, que podem indicar a necessidade de transformações específicas e tipos de modelos.

A análise preditiva pode ser usada para diversos fins, como detecção de fraudes, avaliação de risco de crédito, previsão de demanda, otimização de marketing, manutenção preditiva etc.

## Negócios
A análise preditiva pode ser aplicada em diferentes áreas de negócios e setores da organização. Alguns exemplos são:
- Up sell e cross-sell – o cliente leva produtos que sejam complementares aos que ele realmente estava buscando.
- Otimização de campanhas de marketing – é possível visualizar os melhores canais para se comunicar com o público-alvo da empresa.
- Segmentação de leads – é possível identificar quais leads têm mais chances de se tornarem clientes.
- Distribuição de conteúdo – é possível identificar quais conteúdos são mais relevantes para cada perfil de cliente.